# OlliOlli World
OlliOlli World é um jogo eletrônico de esporte e skate desenvolvido pela Roll7 e publicado pela Private Division. Foi lançado em 8 de fevereiro de 2022 para Microsoft Windows, Nintendo Switch, PlayStation 4, PlayStation 5, Xbox One e Xbox Series X/S. Recebeu avaliações geralmente favoráveis pela crítica.

## Jogabilidade
OlliOlli World é um jogo de skate em plataforma 2D. O jogo se passa em Radlandia, onde o jogador pode interagir com os personagens do jogo e realizar missões secundárias. Para obter pontuações mais altas, o jogador é obrigado a encadear truques para obter combos. O jogador pode fazer wallrides e grind nos trilhos para aumentar sua pontuação. OlliOlli World apresenta elementos novos para a franquia, como quarter pipes e caminhos de ramificação. O jogo tem um estilo de arte desenhado à mão, em contraste com a pixel art das entradas anteriores.

## Desenvolvimento
O jogo foi desenvolvido pela desenvolvedora britânica Roll7. Um foco de desenvolvimento foi tornar o jogo mais acessível aos recém-chegados, mantendo uma jogabilidade de alto nível. Os desenvolvedores comentaram sobre a mudança para 3D, dizendo: " OlliOlli e OlliOlli 2 são jogos incríveis, mas há coisas na física que sempre quisemos fazer que nunca conseguimos fazer funcionar. Havia rampas que queríamos colocar, grandes lançamentos e ângulos que eram impossíveis quando estávamos essencialmente fazendo pixel art".
O estúdio já havia pensado em fazer um OlliOlli 3D, mas se inspirou em um protótipo que permitia ao jogador andar de skate para frente e para trás. Outro foco era tornar as aterrisagens fracassadas menos punitivas. Roll7 substituiu a penalidade anterior de falhar no nível com perda de velocidade além de quebrar o combo do jogador. John Ribbins, o diretor criativo do jogo, diz que o estilo de arte desenhado à mão foi inspirado no jogo eletrônico Jet Set Radio e nas histórias em quadrinhos.
OlliOlli World foi anunciado durante a apresentação da Indie World da Nintendo em abril. Mais tarde, foi lançado em 8 de fevereiro de 2022, com a Private Division servindo como publicadora.

## Recepção
OlliOlli World recebeu críticas "geralmente favoráveis", de acordo com o agregador de críticas Metacritic.
A Polygon elogiou o título por permitir a criatividade do jogador: "O que eu amo no skate é como ele me permite ser criativo com meu corpo... Os ambientes malucos do OlliOlli World explodem essa fantasia ao enésimo grau". The Verge gostou do novo mundo em comparação com os jogos anteriores, "o universo de fantasia realmente adiciona vida à franquia, que anteriormente era cheia de ambientes urbanos monótonos e utilitários".  Apesar de criticar o roteiro e a sensação de "como você faz os amigos", o The Guardian gostou do visual e da sensação do jogo, dizendo que os "intrincados cenários de fundo dão vida a este mundo fantástico... este reino de rosas de arregalar os olhos, rosquinhas gigantes e animais hipster se misturam para criar algo maravilhosamente quente e relaxante". A Game Informer gostou do design do cenário, especialmente das múltiplas rotas que o jogador pode percorrer, "Os vários caminhos exploráveis de cada nível também significam que você pode reproduzi-los para descobrir novas experiências e oportunidades de combinação. Muitas vezes, eu revisitava imediatamente um nível para ver como outras rotas se acumulavam e quais desafios eu poderia encontrar lá".